# Limba noastră
Limba noastră ("Nossa Língua") tem sido desde 1994 o hino nacional da Moldávia. Antes dele, o hino oficial era Deşteaptă-te, române!, que também era o hino nacional da Romênia.
A letra foi escrita por Alexei Mateevici (1888-1917) e a melodia composta por Alexandru Cristea (1890-1942). O poema original continha doze estrofes, cinco dos quais foram mantidos dota do hino. Essas estrofes estão marcadas em negrito.

## Limba noastră
Limba noastră-i o comoară
În adâncuri înfundată
Un şirag de piatră rară
Pe moşie revărsată.
Limba noastră-i foc ce arde
Într-un neam, ce fără veste
S-a trezit din somn de moarte
Ca viteazul din poveste.
Limba noastră-i numai cântec,
Doina dorurilor noastre,
Roi de fulgere, ce spintec
Nouri negri, zări albastre.
Limba noastră-i graiul pâinii,
Când de vânt se mişcă vara;
In rostirea ei bătrânii
Cu sudori sfinţit-au ţara.
Limba noastră-i frunză verde,
Zbuciumul din codrii veşnici,
Nistrul lin, ce-n valuri pierde
Ai luceferilor sfeşnici.
Nu veţi plânge-atunci amarnic,
Că vi-i limba prea săracă,
Şi-ţi vedea, cât îi de darnic
Graiul ţării noastre dragă.
Limba noastră-i vechi izvoade.
Povestiri din alte vremuri;
Şi citindu-le 'nşirate, -
Te-nfiori adânc şi tremuri.
Limba noastră îi aleasă
Să ridice slava-n ceruri,
Să ne spiue-n hram şi-acasă
Veşnicele adevăruri.
Limba noastră-i limbă sfântă,
Limba vechilor cazanii,
Care o plâng şi care o cântă
Pe la vatra lor ţăranii.
Înviaţi-vă dar graiul,
Ruginit de multă vreme,
Stergeţi slinul, mucegaiul
Al uitării 'n care geme.
Strângeţi piatra lucitoare
Ce din soare se aprinde -
Şi-ţi avea în revărsare
Un potop nou de cuvinte.
Răsări-va o comoară
În adâncuri înfundată,
Un şirag de piatră rară
Pe moşie revărsată.

## Tradução
Um tesouro é a nossa língua que aumenta
De sombras profundas do passado,
A cadeia de pedras preciosas que se espalharam
Por todas as partes da nossa terra antiga.
Uma chama ardente é a nossa língua
Entre umas pessoas que se acordam
De um sono mortal, nenhum aviso,
Como o homem valente das histórias.
A nossa língua é feita de canções
Dos desejos mais profundos da nossa alma,
Relâmpago de iluminar o batimento prontamente
Por nuvens escuras e horizontes azuis.
A nossa língua é a língua de pão
Quando os ventos sopram pelo Verão,
Proferido pelos nossos avoengos quem
Abençoado o país pelo seu trabalho.
A nossa língua é a folha mais verde
Das florestas eternas,
As ondulações de Nistru de rio doces
Esconder estrelinha brilhante e brilhante.
Não profira nenhum grito mais amargo agora
Aquela língua sua é demasiado pobre,
E você verá com que abundância
Fluxo as palavras do nosso país precioso.
A nossa língua é cheia de lendas,
Histórias dos dias dos velhos.
Ler um e logo o outro
Faz um tremor, tremer e gemer.
A nossa língua é escolhida
Levantar louvores até o céu,
Proferir com fervor constante
As verdades que nunca deixam de chamar com sinal.
A nossa língua é mais do que sagrada,
Palavras de homilias dos velhos
Chorado e cantado perpetuamente
Nos domicílios das nossas gentes.
Ressuscite agora esta língua nossa,
Enferrujado pelos anos que passaram,
Remova esfregando a sujeira e o molde que se reuniu
Quando esquecido pela nossa terra.
Reúna agora a pedra brilhante,
Pegar luz brilhante do sol.
Você verá o infinito submergir
De novas palavras aquele excesso.
Um tesouro aparecerá prontamente
De sombras profundas do passado,
A cadeia de pedras preciosas que se espalharam
Por todas as partes da nossa terra antiga.